# Harry Disy
Harry Disy, né le 25 mars 1984, à Fort-de-France, en France, est un joueur français de basket-ball. Il évolue au poste d'ailier fort.